# Anthony Forde (Dartspieler)
Anthony Forde (* 6. Juli 1962 in Bridgetown) ist ein barbadischer Dartspieler.

## Karriere
Anthony Forde gewann 2004 das Caribbean and South American Masters und qualifizierte sich durch diesen Sieg für die PDC World Darts Championship 2005. Bei seinem WM-Debüt unterlag er in der ersten Runde dem Kanadier John Verwey. 2007 konnte er sich über den gleichen Weg erneut für die PDC World Darts Championship 2008 qualifizieren. Nach einem Vorrundensieg gegen Akihiro Nagakawa schied er in der ersten Runde gegen den Niederländer Raymond van Barneveld aus. 
2009 stand er erneut im Finale des Caribbean and South American Masters jedoch unterlag er dieses Mal Norman Madhoo aus Guyana.
2018 beendete er seine Karriere bei der PDC.

## Weltmeisterschaftsresultate

### PDC
- 2005: 1. Runde (2:3-Niederlage gegen  John Verwey)
- 2008: 1. Runde (0:3-Niederlage gegen  Raymond van Barneveld)